# جاكسون رامزي
جاكسون رامزي (بالإنجليزية: Jackson Ramsay)‏ هو لاعب كرة قدم أسترالية أسترالي، ولد في 20 نوفمبر 1994 في أستراليا الغربية في أستراليا.

## وصلات خارجية
- جاكسون رامزي على موقع AustralianFootball.com (الإنجليزية)
- جاكسون رامزي على موقع AFLtables.com (الإنجليزية)